# 真如三昧耶堂
真如三昧耶堂（しんにょさんまやどう）は、真言宗系の在家仏教教団・真如苑の開祖伊藤真乗が興した「真如三昧耶流」を顕揚するために、真言宗醍醐派総本山醍醐寺により1997年（平成5年）9月11日に建立された御堂。
1997年（平成9年）に総本山醍醐寺から真言宗醍醐派の岡田宥秀門跡が命名した法流「真如密」すなわち、真言小野流の一流派である「真如三昧耶流」が顕揚され、大乗典大般涅槃経を所依の根本経典とする真如苑燈檠山真澄寺の一宗派とされる。1943年（昭和18年）3月5日に伊藤真乗は、真言宗醍醐派総本山醍醐寺で出家得度し、第九十六世醍醐寺座主・三宝院門跡佐伯恵眼大僧正から金胎両部伝法灌頂と最勝恵印三昧耶法（恵印灌頂）の両方を畢えて、大阿闍梨となっている。
真如三昧耶堂のある場所は、醍醐寺開創間もない頃に建立された法華三昧堂（文明2年（1470年）8月20日戦火により炎上）の跡地で、醍醐天皇の誓願を実現した醍醐寺の下伽藍に位置する。